# Зависящий от параметра интеграл
Интеграл, зависящий от параметра — математическое выражение, содержащее определённый интеграл и зависящее от одной или нескольких переменных («параметров»).

## Зависящий от параметра собственный интеграл
Пусть в двумерном евклидовом пространстве задана область {\displaystyle {\overline {G}}=\left\{\left(x,y\right)|a\leq x\leq b,c\leq y\leq d\right\}}, на которой определена функция {\displaystyle f(x,y)} двух переменных.
Пусть далее, {\displaystyle \forall y\in \left[c;d\right]\,\exists I\left(y\right)=\int \limits _{a}^{b}f\left(x,y\right)\,dx}.
Функция {\displaystyle I(y)} и называется интегралом, зависящим от параметра.

### Свойства интеграла, зависящего от параметра

#### Непрерывность
Пусть функция {\displaystyle f(x,y)} непрерывна в области {\displaystyle {\overline {G}}} как функция двух переменных. Тогда функция {\displaystyle I\left(y\right)=\int \limits _{a}^{b}f\left(x,y\right)\,dx} непрерывна на отрезке {\displaystyle [c;d]}.
Рассмотрим приращение интеграла, зависящего от параметра.
{\displaystyle \Delta I\left(y\right)=I\left(y+\Delta y\right)-I\left(y\right)=\int \limits _{a}^{b}f\left(x,y+\Delta y\right)\,dx-\int \limits _{a}^{b}f\left(x,y\right)\,dx=}
{\displaystyle =\int \limits _{a}^{b}\left(f\left(x,y+\Delta y\right)-f\left(x,y\right)\right)\,dx}.
По теореме Кантора, непрерывная на компакте функция равномерно непрерывна на нём, то есть 
{\displaystyle \forall \epsilon >0\,\exists \delta =\delta \left(\epsilon \right)>0\,\forall M_{1}(x_{1},y_{1}),M_{2}(x_{2},y_{2})\in {\overline {G}}:}
{\displaystyle {\sqrt {(x_{2}-x_{1})^{2}+(y_{2}-y_{1})^{2}}}<\delta \,\left|f(M_{1})-f(M_{2})\right|<\epsilon }.
Следовательно, {\displaystyle \Delta I(y)<\epsilon (b-a)} при {\displaystyle \Delta y<\delta }, что и означает непрерывность функции

#### Дифференцирование под знаком интеграла
Пусть теперь на области {\displaystyle {\overline {G}}} непрерывна не только функция {\displaystyle f(x,y)}, но и её частная производная {\displaystyle {\frac {\partial f}{\partial y}}\left(x,y\right)}.
Тогда {\displaystyle {\frac {d}{dy}}I(y)=\int \limits _{a}^{b}{\frac {\partial f}{\partial y}}\left(x,y\right)\,dx}, или, что то же самое, {\displaystyle {\frac {d}{dy}}\int \limits _{a}^{b}f(x,y)\,dx=\int \limits _{a}^{b}{\frac {\partial f}{\partial y}}\left(x,y\right)\,dx}
{\displaystyle {\frac {\Delta I(y)}{\Delta y}}={\frac {1}{\Delta y}}\int \limits _{a}^{b}(f(x,y+\Delta y)-f(x,y))dx=\int \limits _{a}^{b}{\frac {\partial f}{\partial y}}(x,\eta )dx=\int \limits _{a}^{b}{\frac {\partial f}{\partial y}}(x,y+\Theta \Delta y)dx}
{\displaystyle (\eta \in [y;y+\Delta y],\Theta \in [0;1])}
Данные преобразования были выполнены с использованием теоремы о среднем Лагранжа. Рассмотрим теперь выражение
{\displaystyle {\frac {\Delta I(y)}{\Delta y}}-\int \limits _{a}^{b}{\frac {\partial f}{\partial y}}\left(x,y\right)\,dx=\int \limits _{a}^{b}\left({\frac {\partial f}{\partial y}}\left(x,y+\Theta \Delta y\right)-{\frac {\partial f}{\partial y}}\left(x,y\right)\right)\,dx}.
Используя вновь теорему Кантора, но для функции {\displaystyle {\frac {\partial f}{\partial y}}} мы получаем, что {\displaystyle {\frac {\Delta I(y)}{\Delta y}}-\int \limits _{a}^{b}{\frac {\partial f}{\partial y}}\left(x,y\right)\,dx=o(1)} при {\displaystyle \Delta (y)\to 0}, что и доказывает данную теорему

#### Интегрирование под знаком интеграла
Если функция {\displaystyle f(x,y)} непрерывна в области {\displaystyle {\overline {G}}}, то
{\displaystyle \int \limits _{c}^{d}I(y)\,dy=\int \limits _{a}^{b}\left(\int \limits _{c}^{d}f(x,y)\,dy\right)\,dx}, или, что то же самое:
{\displaystyle \int \limits _{c}^{d}\left(\int \limits _{a}^{b}f(x,y)\,dx\right)\,dy=\int \limits _{a}^{b}\left(\int \limits _{c}^{d}f(x,y)\,dy\right)\,dx}
Рассмотрим две функции:
{\displaystyle F(x)=\int \limits _{a}^{x}\left(\int \limits _{c}^{d}f(x,y)\,dy\right)\,dx}
{\displaystyle G(x)=\int \limits _{c}^{d}\left(\int \limits _{a}^{x}f(x,y)\,dx\right)\,dy}
{\displaystyle {\frac {dF}{dx}}=\int \limits _{c}^{d}f(x,y)\,dy}
{\displaystyle {\frac {dG}{dx}}=\int \limits _{c}^{d}\left({\frac {d}{dx}}\int \limits _{a}^{x}f(x,y)\,dx\right)\,dy=\int \limits _{c}^{d}f(x,y)\,dy}
{\displaystyle {\frac {dF}{dx}}\equiv {\frac {dG}{dx}}} на {\displaystyle [a;b]}, следовательно {\displaystyle F(x)\equiv G(x)+C}.
Так как {\displaystyle F(a)=0,\;G(a)=\int \limits _{c}^{d}0\;dy=0}, то {\displaystyle C=0} и {\displaystyle F(x)\equiv G(x)} На {\displaystyle [a;b]}. Подставляя {\displaystyle x=b} получаем условие теоремы.